# Comune di Ledøje-Smørum
Il comune di Ledøje-Smørum fino al 1º gennaio 2007 è stato un comune danese situato nella Contea di Copenaghen, il comune aveva una popolazione di 10 525 abitanti (2005) e una superficie di 31 km². Capoluogo era la cittadina di Smørum.
Dal 1º gennaio 2007, con l'entrata in vigore della riforma amministrativa, il comune è stato soppresso e accorpato ai comuni di Ølstykke e Stenløse per dare luogo al neo-costituito comune di Egedal compreso nella regione di Hovedstaden.